# 強双対性
数学における強双対性（きょうそうついせい、英: strong duality）とは、主問題と双対問題の解が等しくあるような最適化の一概念である。相対する概念に弱双対性（主問題が双対問題よりも大きい最適値を持つ、すなわち双対ギャップが正）がある。

## 特徴付け
強双対性が成立するための必要十分条件は、双対ギャップが 0 に等しいことである。

## 十分条件
- {\displaystyle F=F^{**}}。ここで {\displaystyle F} は主問題と双対問題を関係づける摂動函数であり、{\displaystyle F^{**}} は {\displaystyle F} の双共役である；
- 主問題が線型最適化問題であること；
- 凸最適化問題に対するスレーターの条件が成立すること[1][2]。